# División de Honor de fútbol sala 2002-03
La temporada 2002-03 de División de Honor fue la 14.ª edición de la máxima competición de la Liga Nacional de Fútbol Sala española. Se disputó entre el 14 de septiembre de 2002 y el 19 de junio de 2003. La liga empezó con 16 equipos y un sistema de liga basado en fase regular más fase final, en el que los ocho primeros disputarían el título de campeón y los dos últimos descendían a División de Plata.
El campeón fue Boomerang Interviú, que batió en la final a ElPozo Murcia en cinco partidos.

## Campeonato

### Liga regular
| Puesto | Equipo              | Ptos | J  | G  | E | P  | GF  | GC  | DG  | Nota                         |
| ------ | ------------------- | ---- | -- | -- | - | -- | --- | --- | --- | ---------------------------- |
| 1      | Boomerang Interviú  | 65   | 30 | 20 | 5 | 5  | 163 | 88  | +75 | Fase final                   |
| 2      | ElPozo Murcia       | 65   | 30 | 19 | 8 | 3  | 171 | 106 | +65 | Fase final                   |
| 3      | Miró Martorell      | 54   | 30 | 17 | 3 | 10 | 119 | 106 | +13 | Fase final                   |
| 4      | Playas de Castellón | 52   | 30 | 16 | 4 | 10 | 144 | 117 | +27 | Fase final                   |
| 5      | Foticos Zaragoza    | 50   | 30 | 15 | 5 | 10 | 136 | 123 | +13 | Fase final                   |
| 6      | Atlético Boadilla   | 47   | 30 | 15 | 2 | 13 | 137 | 113 | +24 | Fase final                   |
| 7      | Caja Segovia FS     | 46   | 30 | 13 | 7 | 10 | 138 | 114 | +24 | Fase final                   |
| 8      | Valencia Vijusa     | 46   | 30 | 13 | 7 | 10 | 106 | 96  | +10 | Fase final                   |
| 9      | Localia Móstoles    | 46   | 30 | 14 | 4 | 12 | 120 | 119 | +1  |                              |
| 10     | MRA Gvtarra         | 46   | 30 | 13 | 7 | 10 | 101 | 98  | +3  |                              |
| 11     | Azkar Lugo FS       | 34   | 30 | 11 | 1 | 18 | 92  | 140 | -48 |                              |
| 12     | Marfil Santa Coloma | 31   | 30 | 8  | 7 | 15 | 114 | 135 | -21 |                              |
| 13     | Carnicer Autoexpert | 31   | 30 | 8  | 7 | 15 | 121 | 144 | -23 |                              |
| 14     | CMVC F.S. Cartagena | 30   | 30 | 7  | 9 | 14 | 107 | 137 | -30 |                              |
| 15     | FC Barcelona        | 29   | 30 | 8  | 5 | 17 | 103 | 139 | -36 | Descenso a División de Plata |
| 16     | Fórum Ferrol        | 6    | 30 | 1  | 3 | 26 | 53  | 150 | -97 | Descenso a División de Plata |

Ascienden a División de Honor 2003/04: Gestesa Guadalajara y Autos Lobelle de Santiago.
Sistema de puntuación: Victoria = 3 puntos; Empate (E) = 1 punto; Derrota = 0 puntos

### Fase final
|  | Cuartos de final       | Cuartos de final    |                       |                      | Semifinales         | Semifinales         |  |                      | Final               | Final               |  |
|  | Mejor de 3 partidos    | Mejor de 3 partidos |                       |                      | Mejor de 3 partidos | Mejor de 3 partidos |  |                      | Mejor de 5 partidos | Mejor de 5 partidos |  |
|  |                        |                     |                       |                      |                     |                     |  |                      |                     |                     |  |
|  |                        |                     |                       |                      |                     |                     |  |                      |                     |                     |  |
|  | 1 Boomerang Interviú   | 2                   |                       |                      |                     |                     |  |                      |                     |                     |  |
|  | 1 Boomerang Interviú   | 2                   |                       |                      |                     |                     |  |                      |                     |                     |  |
|  | 8 Valencia Vijusa      | 0                   |                       |                      |                     |                     |  |                      |                     |                     |  |
|  | 8 Valencia Vijusa      | 0                   |                       | 1 Boomerang Interviú | 2                   |                     |  |                      |                     |                     |  |
|  |                        |                     |                       | 1 Boomerang Interviú | 2                   |                     |  |                      |                     |                     |  |
|  |                        |                     | 4 Playas de Castellón | 1                    |                     |                     |  |                      |                     |                     |  |
|  | 4 Playas de Castellón  | 2                   | 4 Playas de Castellón | 1                    |                     |                     |  |                      |                     |                     |  |
|  | 4 Playas de Castellón  | 2                   |                       |                      |                     |                     |  |                      |                     |                     |  |
|  | 5 DKV Seguros Zaragoza | 1                   |                       |                      |                     |                     |  |                      |                     |                     |  |
|  | 5 DKV Seguros Zaragoza | 1                   |                       |                      |                     |                     |  | 1 Boomerang Interviú | 3                   |                     |  |
|  |                        |                     |                       |                      |                     |                     |  | 1 Boomerang Interviú | 3                   |                     |  |
|  |                        |                     | 2 ElPozo Murcia       | 2                    |                     |                     |  |                      |                     |                     |  |
|  | 2 ElPozo Murcia        | 2                   | 2 ElPozo Murcia       | 2                    |                     |                     |  |                      |                     |                     |  |
|  | 2 ElPozo Murcia        | 2                   |                       |                      |                     |                     |  |                      |                     |                     |  |
|  | 7 Caja Segovia FS      | 1                   |                       |                      |                     |                     |  |                      |                     |                     |  |
|  | 7 Caja Segovia FS      | 1                   |                       | 2 ElPozo Murcia      | 2                   |                     |  |                      |                     |                     |  |
|  |                        |                     |                       | 2 ElPozo Murcia      | 2                   |                     |  |                      |                     |                     |  |
|  |                        |                     | 3 Miró Martorell      | 1                    |                     |                     |  |                      |                     |                     |  |
|  | 3 Miró Martorell       | 2                   | 3 Miró Martorell      | 1                    |                     |                     |  |                      |                     |                     |  |
|  | 3 Miró Martorell       | 2                   |                       |                      |                     |                     |  |                      |                     |                     |  |
|  | 6 Gervasport Boadilla  | 1                   |                       |                      |                     |                     |  |                      |                     |                     |  |
|  | 6 Gervasport Boadilla  | 1                   |                       |                      |                     |                     |  |                      |                     |                     |  |
|  |                        |                     |                       |                      |                     |                     |  |                      |                     |                     |  |

| Campeón de la Liga Nacional de Fútbol Sala |
| ------------------------------------------ |
| Boomerang Interviú Quinto título           |

## Goleadores
| Puesto | Jugador         | Equipo              | Goles |
| ------ | --------------- | ------------------- | ----- |
| 1      | Paulo Roberto   | ElPozo Murcia       | 51    |
| 2      | Lenísio         | ElPozo Murcia       | 47    |
| 3      | Joan Linares    | Boomerang Interviú  | 40    |
| 4      | Gustavo Marques | Azkar Lugo FS       | 38    |
| 5      | Vander Carioca  | Playas de Castellón | 37    |